# Maesobotrya vermeulenii
Maesobotrya vermeulenii är en emblikaväxtart som först beskrevs av De Wild., och fick sitt nu gällande namn av Jean Joseph Gustave Léonard. Maesobotrya vermeulenii ingår i släktet Maesobotrya och familjen emblikaväxter. Inga underarter finns listade i Catalogue of Life.